# Athrips stepposa
Athrips stepposa is een vlinder uit de familie tastermotten (Gelechiidae). De wetenschappelijke naam is voor het eerst geldig gepubliceerd in 2005 door Bidzilya.
De soort komt voor in Europa.